# Eupithecia caliginosa
Eupithecia caliginosa es una especie de polilla de la familia Geometridae. La especie fue descrita por primera vez por William Schaus habiendo sido descrita en 1913, con distribución en Costa Rica. El sintipo de la especie fue descrita en los alrededores del Cantón de Poás.

## Descripción
Es una polilla pequeña con una envergadura de 17 milímetros (0,7 plg). Sus antenas presentan su superficie vellosa, cubierta de pelos finos y suaves. Las alas anteriores son largas y anchas al final. Los palpos, el vértice y su cuello son de color gris pardusco, mientras que sus cejas son más oscuras. El tórax es un marrón fuscus, mientras que el abdomen es ligeramente más oscuro, con puntos dorsales negros y beige. Sus alas son también marrones. Espacio de las alas anteriores debajo de la celda tiene una fina línea negra subbasal y curvada hacia afuera antes del final de la celda.: Notas 1  Cuenta con un punto negro en discocelular, parcialmente irritada con escamas de color gris blanquecino. Alas traseras: la base de la costa es muy arqueada, curvada hacia abajo y producida en la vena 6 con líneas de oscuras subbasal, antemedial, medial, posmedial y externa,: Notas 1  la posmedial más ancha. Por debajo, las alas son de color blanco pardusco. Cuenta con un punto de disco negro en las alas anteriores.